# Vara station
Vara station i Vara är en järnvägsstation på Älvsborgsbanan invigd den 17 oktober 1866. Stationen byggdes för Uddevalla–Vänersborg–Herrljunga Järnväg. Stationen har genom tiderna haft anslutningar med tre olika spårvidder 1 435 mm, 1 217 mm mm och 891 mm. Idag utförs persontrafiken av Västtrafik. Stationen är utsmyckad med konstverket Blue Orange av konstnären Katharina Grosse.

## Historik
Vara station byggdes för Uddevalla–Vänersborg–Herrljunga Järnväg, som byggdes med spårvidden 1 217 mm. Stationen invigdes den 17 oktober 1866. År 1900 öppnade Västergötland–Göteborgs Järnvägar (VGJ) sin linje Göteborg–Gårdsjö med spårvidden 891 mm som anslöt till stationen. Åren 1898-1900 så byggde UWHJ om sin linje till spårvidden 1435 mm. Den 1 juli 1940 förstatligades UWHJ och den 1 juli 1948 förstatligades VGJ. Persontrafiken på den smalspåriga linjen lades ner 24 augusti 1970 och godstrafiken lades officiellt ner den 1 oktober 1989 även om det sista smalspåret revs 1988, det sista godståget hade gått redan den 19 december 1986.